# Ironic
«Ironic» — третий сингл Аланис Мориссетт с альбома 1995 года Jagged Little Pill. В 1997 году песня была номинирована на «Грэмми» в категории «Запись года».

## Видеоклип
Видеоклип был выпущен в январе 1996 года и получил огромную ротацию на MTV и VH1. Режиссёр клипа — Стефан Сенауи.
Мориссетт едет в чёрном Lincoln Continental Mark V по шоссе зимой. Она также играет своих пассажиров: одну в зелёном свитере на заднем сидении, одну в жёлтом свитере с косичками, одну в красном свитере на переднем сидении. В конце клипа машина останавливается и Мориссетт выходит из неё, но никого из пассажиров нет.
В 1996 году клип был номинирован в шести категориях на MTV Video Music Awards и победил в трех: «Лучшее женское видео», «Лучший новый артист» и «Лучший монтаж». Также клип был номинирован на «Грэмми» в 1997 году.

## Список композиций
1. «Ironic» — 3:49
2. «You Oughta Know» (Acoustic/Live from the Grammy Awards) — 3:48
3. «Mary Jane» (Live) — 5:52
4. «All I Really Want» (Live) — 5:22

## Позиции в чартах
| Чарт (1996)                         | Наивысшая позиция |
| ----------------------------------- | ----------------- |
| Австралия                           | 3                 |
| Belgian (Flanders) Singles Chart    | 6                 |
| Belgian (Wallonia) Singles Chart    | 9                 |
| Канада                              | 1                 |
| Canadian RPM Rock/Alternative Chart | 1                 |
| Дания                               | 6                 |
| Франция                             | 16                |
| Германия                            | 8                 |
| Новая Зеландия                      | 3                 |
| Норвегия                            | 4                 |

| Чарт (1996)                           | Наивысшая позиция |
| ------------------------------------- | ----------------- |
| Швеция                                | 24                |
| Швейцария                             | 9                 |
| Великобритания                        | 11                |
| U.S. Billboard Hot 100                | 4                 |
| U.S. Billboard Modern Rock Tracks     | 1                 |
| U.S. Billboard Mainstream Rock Tracks | 18                |
| U.S. Billboard Adult Contemporary     | 28                |
| U.S. Billboard Top 40 Mainstream      | 1                 |
| U.S. Billboard Adult Top 40           | 5                 |
| U.S. Billboard Rhythmic Top 40        | 11                |